# Luoma (sjö i Sotkamo, Kajanaland, Finland)
Luoma eller Luomajärvi är en sjö i Finland. Den ligger i kommunen Sotkamo i landskapet Kajanaland, i den centrala delen av landet, 500 km nordost om huvudstaden Helsingfors. Luoma ligger 186,5 meter över havet. Arean är 98,5 hektar och strandlinjen är 6,68 kilometer lång. Sjön  ingår i Uleälvens huvudavrinningsområde. 